# 3-Demon
3-Demon, noto anche come Monster Maze, è un videogioco del 1983 ispirato a Pac-Man, ma con visuale in prima persona, edito come shareware per MS-DOS dalla PC Research Inc. di Colts Neck.

## Modalità di gioco
Si tratta di un notevole esempio di uno dei primi videogiochi dotati di una prospettiva in prima persona. Il giocatore vaga per un labirinto tridimensionale mangiando palline ed evitando dei fantasmi rossi. Mangiare una pallina del potere (sono più grandi delle altre) renderà i fantasmi verdi e darà al giocatore la possibilità di mangiarli per guadagnare punti extra. Si dispone di una minimappa con i soli nemici e di una mappa più dettagliata richiamabile a comando.

## Eredità
Ironia della sorte, Wolfenstein 3D, gioco famoso per aver creato il genere sparatutto in prima persona, contiene un livello segreto basato su Pac-Man; durante lo sviluppo di questo livello, il designer Tom Hall suggerì un nome sulla falsariga di 3-Demon, prima che id Software decidesse per un semi-remake del popolare Castle Wolfenstein.